# Francisco García Ayuso
Francisco García Ayuso (født 1835 i Madrid, død maj 1897) var en spansk sprogmand. 
Han blev 1886 Prof. i komparativ Filologi.
Studerede i Tyskland og gav sig navnlig af med
Sanskrit. Af hans Arbejder kan mærkes,
foruden nogle Grammatikker i Arabisk og nyere
europ. Sprog og et Par hist.-geogr. Bøger over
Asien, El estudio de la filologia en su relación
con el sanskrit (1871), Ensayo critico de
gramática comparativa de los idiomas indo-europeos
(2. Udg. 1886), Estudio comparado sobre origen
y formacion de las lenguas neo-sanscritas y
neo-latinas (1894) samt Oversættelser af Kalidasas'
Skuespil Sakuntala og Urvasi. 